# 藤森夕子
藤森 夕子（ふじもり ゆうこ、1968年（昭和43年）12月12日 - ）は、日本のグラビアアイドル、女優である。東京都出身。株式会社オスカープロモーション所属。

## 経歴
1986年、グラビアモデルとしてデビュー。その後、飲食店でアルバイトをしながらモデル活動を続けていた。
1990年10月、藤原理恵、青田典子、藤森夕子らとともにC.C.ガールズ名義で「日本美人大賞」に出場、準グランプリを獲得。これを機にグループでに活動を本格化する。C.C.ガールズとしてのグラビアは『週刊プレイボーイ』1991年1月29日号が最初である。また、同年から音楽活動も積極的に行い、1991年11月、第17回「日本テレビ新人音楽祭91'」にて新人賞を受賞する。1993年3月、第30回「ゴールデン・アロー賞」グラフ賞、1995年4月には「ハット（帽子）グランプリ '95」特別賞を受賞をするなど、グループは順風満帆な活躍を続けた。
1996年6月、C.C.ガールズから脱退。脱退後は主に女優、タレントとして活動している。

## 人物
- 鷗友学園女子高等学校卒業。
- 2004年（平成16年）10月22日、仕事を通して知り合ったテレビ制作会社社長と結婚（入籍）[3]、翌2005年5月に挙式した。結婚相手は身長183cmと長身で、結婚報道がされた当時37歳であった[3]。藤森は芸能活動と家庭とを両立させたい意向を示し[3]、2006年9月26日には第一子となる長男を出産した[4]。

## 出演

### テレビドラマ
- ない!蒲田敏夫・3つの恋の物語 〜わからない!〜（1996年1月5日、TBS）
- 対極の天（1996年、フジテレビ）
- shin D「毎日が初体験!」（1997年、日本テレビ）
- 恋愛キャリア活用会社（1997年7月21日、NHK）
- 土曜ワイド劇場
  - 「京都ホラー案内」（1997年） - 主演
  - 「超高層マンションの妻・殺人来訪者」（2005年）
  - 「はみだし弁護士・巽志郎4」（1999年4月10日）
  - 「西村京太郎サスペンス・鉄道おんな捜査官2」（2002年10月）
- 月曜ドラマスペシャル（TBS）
  - 十津川警部シリーズ 「特急しなの21号 殺人事件」（1997年）
  - 森村誠一サスペンス「迷路」（1997年12月8日） - 柏木宏美 役
  - 「警部補・坪内直哉 父と娘の事件簿」（1998年）
  - 「わんちゃ夫婦 金沢陶芸殺人紀行」（1999年）
- サービス（1998年、日本テレビ） - 高倉リサ 役
- あぶない刑事フォーエヴァーTVスペシャル′98（1998年）ソムリエ役
- 月曜ドラマ・イン「チェンジ!」（1998年、テレビ朝日） - 福井美沙子 役
- ハッピー 愛と感動の物語（1999年、テレビ東京）
- 月曜ミステリー劇場（TBS）
  - 「山村美紗サスペンス・名探偵キャサリン12」（2002年11月18日）
  - 「西村京太郎サスペンス・探偵 左文字進9」(2004年5月10日）
- OL銭道（2003年、テレビ朝日） - 八巻まりあ 役
- ヴァンパイアホスト〜夜型愛人専門店〜（2004年、テレビ東京） - 駿河祥子 役
- 火曜サスペンス劇場「二通の手紙」（2004年、日本テレビ）
- アフリカのツメ 第9話（2004年、日本テレビ）
- ファイト（2005年、NHK）
- スターライト（2005年、テレビ東京）
- 金曜プレステージ「気象予報士・大沢富士子の事件ファイル〜晴れのち嵐そして殺人」（2007年11月16日、フジテレビ）
- 月曜ゴールデン （TBS）
  - 「西村京太郎サスペンス・探偵 左文字進12」(2008年6月16日）
  - 「財務捜査官 雨宮瑠璃子5」（2009年11月9日）
- パンダが町にやってくる（2008年、TBS） - 左右田幸子 役

### テレビ
- QUEEN'S PAD　クィーンズパッド（2011年4月 - 、BS11） - 司会
- 何でも解決パソコンマガジン（1997年4月 - 10月、NHK BS2） - デスク
- クイズ日本人の質問（1997年、NHK総合）
- 羽生善治の新大逆転十番勝負（1999年4月30日、NHK BS2） - 司会
- 朝だ!生です旅サラダ（テレビ朝日）
- いい旅・夢気分（テレビ東京）
- 食卓SHOW〜藤森家の人々（2003年10月 - 2004年3月、テレビ東京）
- 午後は○○おもいッきりテレビ（2005年 - 2008年、日本テレビ）
- 叙々苑カップ（テレビ東京）

### 映画
- 白衣のアマゾネス（1995年）
- チンピラぶるーす ど・アホ!（1996年） - 麗子 役
- ちぎれ雲 いつか老人介護（1998年） - 木村康子 役
- ねじ式（1998年） - 看護婦 役
- 修羅がゆく10　北陸代理決戦（1999年） - 神先暎子 役
- ホールインワン 女子ゴルファー千春（2005年）

### オリジナルビデオ
- 背徳の女神シリーズ ダメージ（1996年） - 主演・加奈子 役
- BE-BOP-HIGHSCHOOL ヤリ逃げ人生けもの道篇
- ルージュ（1999年） - 主演
- 実録・竹中正久の生涯 荒らぶる獅子（2003年）- 組長・竹中正久の内縁の妻 役

### 吹き替え
- デスペラード（1996年） - カロリーナ（サルマ・ハエック） 役 ※VHS・DVD版

### 写真集
- スーパー水着美人（1986年、Beppin増刊 英知出版）
- COTTON Dance（1993年、ヤングマガジン特別編集 C.Cガールズvol.2）
- DAY by DAY（1995年、ワニブックス）

### イメージビデオ
- green（1993年、ポニーキャニオン）